# Pierre Augereau
Pierre François Charles Augereau (ur. 21 października 1757, zm. 12 czerwca 1816) – marszałek armii francuskiej, książę Castiglione.

## Życiorys

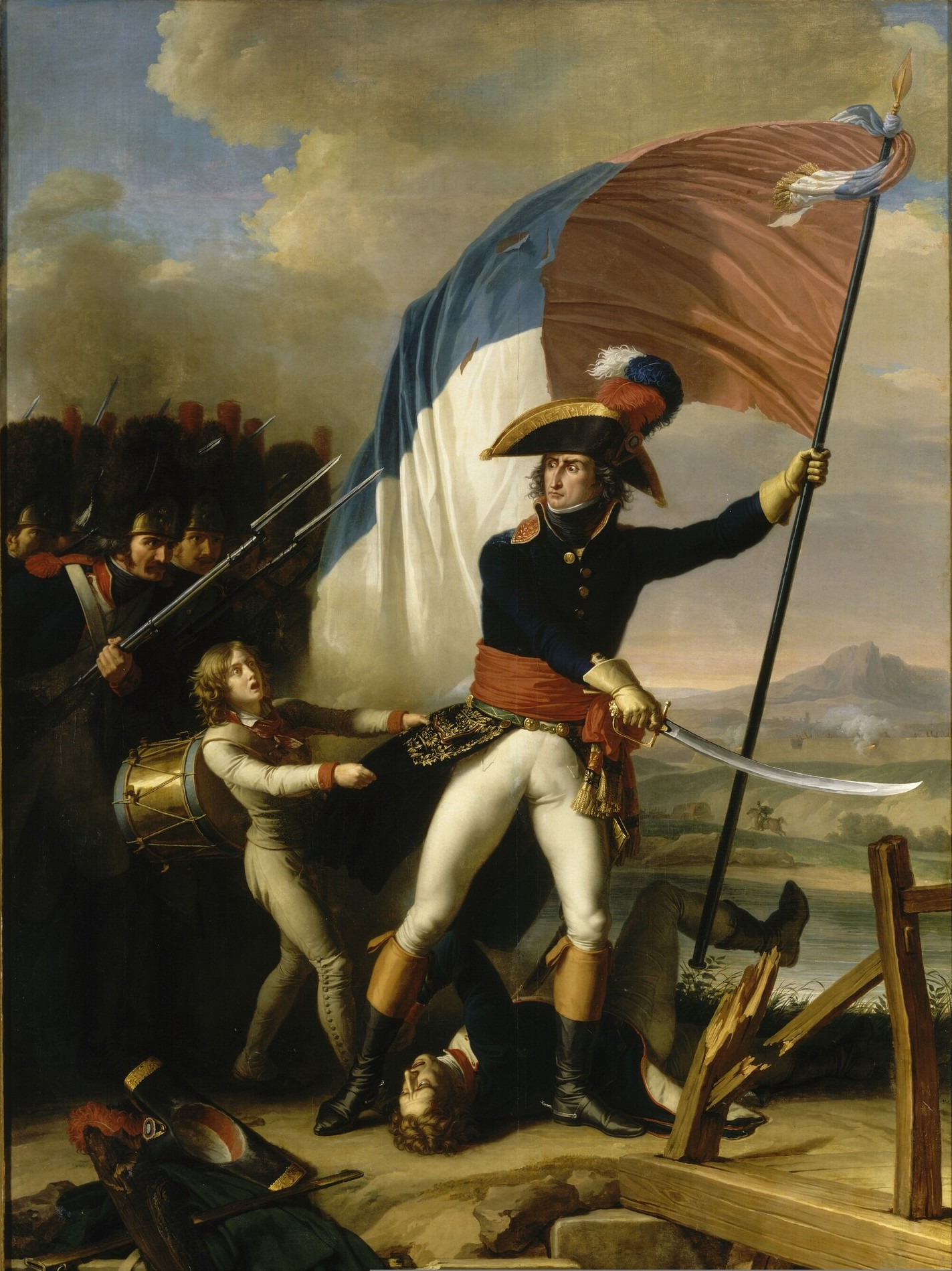
Pierre Augereau pod Arcole (1796)

Urodził się w Paryżu, jako syn służącego i handlarki owocami. W służbie wojskowej przeszedł różne koleje losu: służąc z przerwami od 1774 roku w armiach francuskiej, pruskiej, a nawet armii neapolitańskiej – w tej ostatniej był instruktorem fechtunku.
Na wieść o wybuchu rewolucji francuskiej powrócił do Francji służąc jako ochotnik w gwardii narodowej, skąd przeszedł do armii regularnej – awansowany na kapitana huzarów. Gdy w 1793 roku wybuchło powstanie w Wandei Augereau został skierowany do jego tłumienia i za bojową postawę awansowany do stopnia generała brygady.
Po przeniesieniu z Armii Wschodnich Pirenejów – gdzie znów awansował do stopnia generała dywizji – do Armii Italii dowodzonej przez Napoleona Bonaparte został dowódcą dywizji. Podczas I kampanii włoskiej (1796) tej armii wyróżnił się w bitwach pod Montenotte, Millesimo, Castiglione oraz pod Arcole. W dowód wyróżnienia został dowódcą paryskiego okręgu wojskowego. Ze względu na powstrzymanie przez niego zamachu stanu 18 fructidora został awansowany na dowódcę armii Sambry i Mozy, a następnie po śmierci generała Hoche – armii Renu i Mozeli.
Po zamachu 18 brumaire’a został mianowany dowódcą Armii Batawii. 19 maja 1804 roku został awansowany przez Napoleona na stopień marszałka Francji.
W 1805 roku objął dowództwo 7 korpusu Wielkiej Armii i podczas wojny z III koalicją antyfrancuską w 1805 roku, pokonał austriacki korpus w bitwie pod Feldkirch.
W wojnie z Prusami w 1806 roku, odznaczył się w bitwach pod Jeną-Auerstedt, Gołyminem oraz pod Iławą Pruską, gdzie też został ranny. W 1808 roku w dowód zasług został księciem Castiglione.
W wojnie z Austrią 1809 roku, został dowódcą 8 korpusu, lecz szybko został przeniesiony na stanowisko dowódcy 7 korpusu armii francuskiej walczącej w Hiszpanii. W latach 1810–1812 przebywał we Francji.
W ramach przygotowań do kampanii rosyjskiej 1812 roku, został dowódcą 11 korpusu Wielkiej Armii w Niemczech, jednak w samej kampanii nie brał udziału. W kampanii 1813 roku, był gubernatorem Berlina oraz Frankfurtu, a także dowódcą 9 i 16 korpusu armii francuskiej. Odznaczył się w bitwach pod Naumburgiem oraz bitwie narodów pod Lipskiem.
Podczas kampanii 1814 roku został dowódcą wojsk francuskich w rejonie Prowansji i Delfinatu, przegrał bitwy z armią austriacką pod Limonest i Saint Georges. Pod wpływem klęsk zaapelował do żołnierzy o przejście na stronę koalicji i oddanie się pod dowództwo Burbonów. Za ten gest został przez Ludwika XVIII wynagrodzony dowództwem okręgów wojskowych w Lyonie oraz Caen. Po powrocie Napoleona, cesarz za zdradę zdegradował Augereau ze stopnia marszałka. Natomiast po powrocie Burbonów został usunięty z armii bez prawa do pensji. Zmarł w swej posiadłości, w departamencie Seine-et-Marne.
Napoleon nie lubił Augereau, ale cenił go jako dowódcę czasu Rewolucji Francuskiej.
Kiedy Napoleon wezwał Augereau podczas kampanii 1814 roku, aby „przywdział buty z 1793 roku” – ten ostatni odpowiedział: „zwyciężylibyśmy, gdybyśmy mieli tyle lat co wtedy”.

## Odznaczenia[2]
- Wielki Orzeł Legii Honorowej
- Dygnitarz Orderu Korony Żelaznej (Królestwo Włoch)
- Wielki Krzyż Orderu Karola III (Hiszpania)